# Amiotrofia neurálgica hereditaria
La Amiotrofia neurálgica hereditaria (ANH) es una condición autosómica dominante muy infrecuente que afecta al sistema nervioso periférico la cual se caracteriza por dolor (bilateral o unilateral) episódico agudo e intenso del brazo y hombro el cual dura desde unos minutos hasta varias semanas seguido de un deterioro del músculo afectado; el plexo braquial.

## Dolor
El dolor varía entre personas con la condición, pero algo que todos comparten en común es que empieza cuando menos se le espera. En algunas personas comienza y sube de intensidad muy rápidamente, mientras que en otras comienza y sube de intensidad gradual/lentamente.
Los episodios de dolor generalmente comienzan en ls adultez temprana (20 años), aunque ha habido casos donde comienzan tan pronto como a la edad de 1 año.

## Causas
Está causada por mutaciones (ya sea una alteración o duplicación) autosómicas dominantes en un solo par de base en el gen SEPT9 en el cromosoma 17.

## Tratamiento
Depende del tipo de dolor
El tratamiento del dolor episódico consiste en un control del dolor que se hace por medio del uso de opiodes y medicación antiinflamatoria no esteroide. 

## Epidemiología
Esta condición afecta a 1 de cada 10 000 personas. De acuerdo con OMIM, entre 15 y 20 familias han sido descritas en la literatura médica, de la cual la mayoría eran de Europa y de Asia Oriental.